# Зоран Јањетовић
Зоран Јањетовић (Загреб, 7. октобар 1967) српски је историчар, доктор историјских наука и председник Научног већа Института за новију историју Србије.

## Биографија
Зоран Јањетовић рођен је 7. октобра 1967. године у Загребу. Средњу школу, VI београдску гимназију, завршио је 1986. године. Студирао је историју на Филозофском факултету Универзитета у Београду (1987-1993). Похађао је постдипломске студије на истом факултету на групи за општу савремену историју (1993-1997) и на Средњеевропском универзитету у Будимпешти (1994-1995). Магистарски рад на тему "Исељавање немачке мањине из Војводине 1944-1948" одбранио је на оба универзитета. Докторску дисертацију "Националне мањине у Краљевини СХС/Југославији 1918-1941." одбранио је крајем 2004. године на групи за општу савремену историју код професора Андреја Митровића и Милана Ристовића. Од 1994. године је запослен као истраживач на Институту за новију историју Србије у Београду.
До сада је објавио осам књига и преко 130 чланака на српском, енглеском, немачком, мађарском, чешком, македонском, турском и јапанском језику, у домаћим и страним научним часописима и зборницима са тематиком националних мањина у Југославији, југословенско-немачких дипломатских односа, популарне културе у социјалистичкој Југославији и Другог светског рата. Поред тога, уредио је четири зборника радова и приредио за штампу дневничке забелешке Косте Софронијевића и превео биографију Јохана Албрехта фон Рајсвица од Андреаса Рота. Учествовао је на великом броју међународних научних скупова у Србији и иностранству, као и на неколико међународних пројеката Крајем 20. и почетком 21. века био је редован учесник научних скупова са хрватским историчарима, које је организовала Фондација Фридрих Науман. Био је један од организатора међународних научних скупова Vom „Verschwinden“ der deutschprachigen Minderheiten. Ein schwieriges Kapitel in der Geschichte Jugoslawiens 1941-1955 у Горњој Радгони/Бад Радкерсбургу, Аустрија (2015) и На рубу хришћанске Европе, Београд (2019).
Током студија боравио је у Немачкој три пута (1997, 2000. и 2007) у значајним установама у Мајнцу (Leibniz-Institut für europäische Geschichte), Тибингену (Institut für donauschwäbische Geschichte und Landeskunde) и Минхену (Institut für Kultur und Geschichte der Deutschen Südosteuropas).
Тренутно има звање научног саветника и председник је Научног већа Института за новију историју Србије, члан Научног савета Централног подунавскошвапског музеја у Улму, члан Историјске комисије за Југоисточну Европу фондације Pro Oriente, члан Комисије за историју и културу Немаца Југоисточне Европе и члан редакције Годишњака за истраживање геноцида из Београда.
Говори немачки и енглески, а служи се француским, италијанским, македонским и словеначким језиком.